# Филигера
Филигера (итал. Filighera) је насеље у Италији у округу Павија, региону Ломбардија.
Према процени из 2011. у насељу је живело 775 становника. Насеље се налази на надморској висини од 73 м.

## Становништво
Према резултатима пописа становништва 2011. у општини је живело 849 становника.
| 1936. | 1951. | 1961. | 1971. | 1981. | 1991. | 2001. | 2011. |
| ----- | ----- | ----- | ----- | ----- | ----- | ----- | ----- |
| 1.113 | 1.096 | 993   | 802   | 791   | 785   | 843   | 849   |